# Franz Mehring
Franz Erdmann Mehring (Schlave, Pomerània, 27 de febrer de 1846 - Berlín, 29 de gener de 1919) fou un periodista, escriptor i polític marxista alemany.
S'acostà al marxisme a partir de 1880. El 1891 ingressà al Partit Socialdemòcrata d'Alemanya (SPD). Col·laborador de Die Neue Zeit i després, entre 1902 i 1907, redactor en cap del Leipziger Volkszeitung. Durant la Primera Guerra Mundial publicà la revista Die Internationale. S'oposà a la guerra, distanciant-se del SPD, i es negà a votar els crèdits militars. Fou arrestat el 1916. Elegit el 1917 diputat de la Dieta prussiana. Fou membre dirigent de la Lliga Espartaquista de la qual fou fundador el 1916 amb Leo Jogiches, Paul Levi, Clara Zetkin, Rosa Luxemburg i Karl Liebknecht. Autor d'obres d'història i d'història literària.
Fou un dels fundadors del Partit Comunista d'Alemanya (KPD), creat l'1 de gener de 1919. Malalt, afectat per l'assassinat de la seva amiga Rosa Luxemburg el 15 de gener, morí el 29 de gener a Berlín.

## Obres
- La llegenda de Lessing (1892).
- Sobre el materialisme històric (1893).
- Karl Marx i la Primera internacional (1897).
- Història de la socialdemocràcia alemanya (1897-1898).
- Article La Revolució Permanent (1905).
- Friedrich Engels (1906).
- Absolutisme i revolució a Alemanya (1525–1848) (1910).
- Karl Marx: Història de la seva vida (1918).